# Constel·lació de l'Escultor
L'Escultor (Sculptor) és una petita constel·lació de l'hemisferi sud introduïda per Nicolas-Louis de Lacaille. Fou anomenada originalment com l'estudi de l'escultor, però el nom va ser escurçat després.
L'Escultor conté el pol sud galàctic. També conté el Sistema d'Escultor (la Nana de l'Escultor), una galàxia nana que és membre del Grup Local i el Grup de l'Escultor, el grup de galàxies més proper al Grup Local.

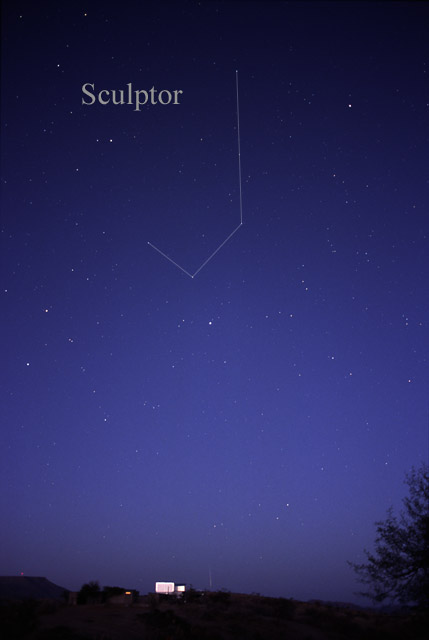
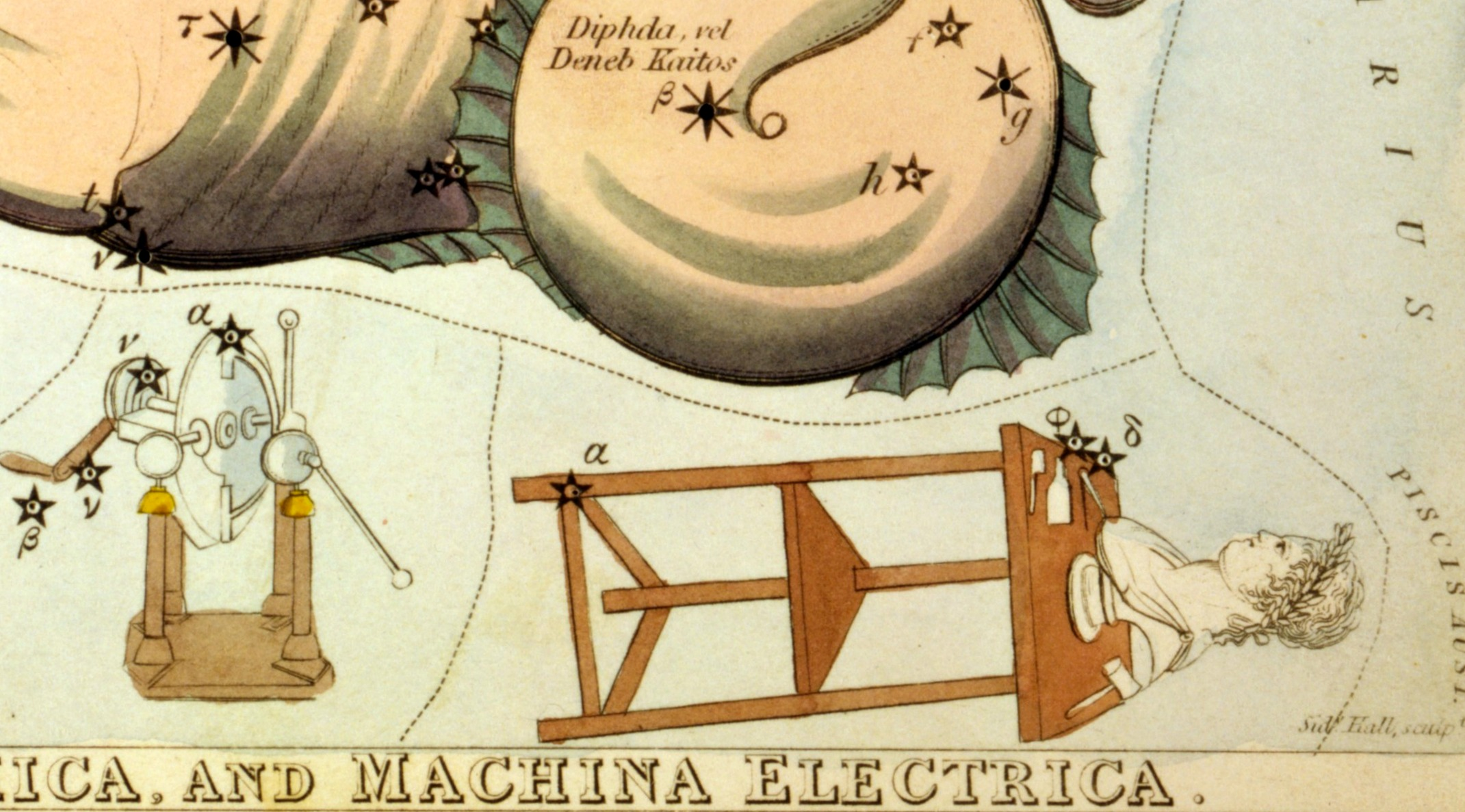

## Estrelles principals
L'estrella més brillant de Sculptor, α Sculptoris, no passa de la magnitud aparent 4,30. β Sculptoris, γ Sculptoris i δ Sculptoris són un poc menys brillants (magnituds 4,38, 4,41 i 4,59).

### Taula de les estrelles de Sculptor
| Estrella | Magnitud aparent | Magnitud absoluta | Distància (anys llum) | Tipus espectral |
| -------- | ---------------- | ----------------- | --------------------- | --------------- |
| α Scl    | 4,30             | -2,27             | 673                   | B7IIIp          |
| β Scl    | 4,38             | 0,69              | 178                   | B9.5IVpHgMnEu   |
| γ Scl    | 4,41             | 0,72              | 179                   | K1III           |
| δ Scl    | 4,59             | 1,37              | 144                   | A0V             |
| η Scl    | 4,86             | -1,27             | 548                   | M2/M3III        |
| ζ Scl    | 5,04             | -0,93             | 510                   | B4V             |
| ι Scl    | 5,18             | 0,29              | 311                   | G5III           |
| θ Scl    | 5,24             | 3,55              | 71                    | F3/F5V          |
| π Scl    | 5,25             | 1,13              | 217                   | K1II/III        |
| ε Scl    | 5,29             | 3,10              | 89                    | F2IV            |
| μ Scl    | 5,30             | 0,55              | 291                   | K0III           |
| κ² Scl   | 5,41             | -0,85             | 581                   | K2III           |
| κ¹ Scl   | 5,42             | 1,24              | 224                   | F3V             |
| HR 445   | 5,49             | 0,94              | 265                   | K1/K2III        |
| σ Scl    | 5,50             | 1,29              | 227                   | A1/A2IV         |

Nota: Els valors numèrics provenen de les dades mesurades pel satèl·lit Hipparcos

## Objectes celestes
La constel·lació de l'Sculptor conté alguns objectes de cel profund, com el cúmul globular NGC 288 on les radiogalàxies NGC 300 i NGC 613.
El Grup de l'Escultor és el cúmul de galàxies més proper al Grup Local devers 10 milions d'anys llum de distància. Comprèn, entre d'altres, la galàxia espiral NGC 253 i una dotzena més de galàxies.
El pol galàctic sud – una de les direccions perpendiculars al pla de la Via Làctia – es troba dins aquesta constel·lació.

## Història
Aquesta constel·lació fou introduïda per Nicolas-Louis de Lacaille el 1752 al mateix temps que altres 13 per donar nom a una part del cel austral; originalment fou anomenada «l'Atelier du sculpteur».